# Festos Palace
La Festos Palace è una nave traghetto costruita dalla Fincantieri di Sestri Ponente. Dal 2018, opera per la compagnia di navigazione Grimaldi Minoan Lines.

## Caratteristiche
La Festos Palace dispone di 190 cabine standard e lusso e 108 poltrone di seconda classe può imbarcare 110 autovetture assieme a circa 140 semirimorchi oppure 730 autovetture. Dispone inoltre di 3 bar, un self service, un ristorante, una discoteca, un cinema e una piscina all'aperto.

## Servizio

### Minoan Lines (2002-2012)
La nave entra in flotta alla Minoan Lines nel maggio 2002 con il nome di Europa Palace, dove viene inserita assieme alla gemella Olympia Palace nella rotta più importante per la compagnia, la Patrasso - Igoumenitsa - Ancona, grazie alla elevata velocità della nave (circa 30 nodi) e la grande capacità merci di 2.000 metri lineari (la capacità di carico dei traghetti Ro/Ro si misura infatti in metri lineari - LIMs, Lanes in meters). La Europa Palace ha servito anche la rotta domestica greca tra continente e l'isola di Creta: Candia - Pireo. Dal 2009 il traghetto viene spostato sulla rotta Patrasso - Igoumenitsa - Venezia, in seguito all'entrata in servizio di unità più grandi come le gemelle Cruise Olympia e Cruise Europa che prendono il posto sulla rotta da e per Ancona.
Durante la crisi economica che attanaglia l'Europa ed in particolare la Grecia, e ad un conseguente perdita di traffico merci e passeggeri tra Italia e Grecia la Minoan Lines decide nel 2012 di chiudere la rotta da e per Venezia, lasciando le due navi in disarmo o in rinforzo ad altre linee, mettendole di fatto sul mercato. 

### Tirrenia CIN (2012-2018)
Nell'estate 2012 viene noleggiata dalla CIN con lo scopo di sostituire le unità della Classe Strade Romane in servizio sulla tratta Civitavecchia - Cagliari.
La tratta viene così coperta in 11 ore contro le 15/16 ore delle vecchie navi. La rotta non viene comunque percorsa alla potenziale velocità di crociera della nave (circa 30 nodi) che la renderebbe antieconomica per gli elevati consumi che si andrebbero a sommare ad un non elevato traffico e tariffe imposte dal Ministero dei Trasporti, per cui la linea viene percorsa ad una più modesta e comunque importante velocità compresa tra i 21 e i 22 nodi che impegnano solo due dei quattro potenti motori.
Terminato il noleggio a Tirrenia, il 22 gennaio 2018 il traghetto viene restituito al gruppo Grimaldi, che la ribattezza Mykonos Palace.

### Grimaldi Minoan Lines (2018-...)
Ritornata al gruppo Grimaldi, il traghetto viene impiegato sulle tratte Civitavecchia - Palermo - Tunisi, Tunisi - Civitavecchia, Salerno - Palermo - Tunisi e viceversa, in sostituzione della nave Ro-Ro cargo Catania. Fa il suo definitivo rientro in Grecia nel giugno 2018 riprendendo le linee tra il continente e isola di Creta.
Nel febbraio 2020, viene rinominata Festos Palace mentre il precedente Festos viene rinominato Kydon Palace.

## Navi gemelle
- Knossos Palace (già Olympia Palace e Cruise Bonaria)

Seppure diverse nella configurazione interna e negli allestimenti la nave appartiene alla stessa serie delle altre tre unità della Minoan Lines Knossos Palace , Kydon Palace e Cruise Bonaria  e alle cinque unità tipo Bithia / Nuraghes della Tirrenia.